# Victor Basch
Victor-Guillaume Basch, o Basch Viktor Vilém (18 agosto 1863/1865 – Budapest, 10 gennaio 1944), è stato un politico e filosofo francese. Di origini magiare, Basch fu attivo nella lotta per i diritti umani e nella lotta al nazismo.

## Biografia
Victor Basch era figlio del giornalista e attivista politico Raphael Basch. Nato a Budapest, Victor Basch emigrò con la sua famiglia in Francia ancora bambino, ed in seguito studiò alla Sorbona. Nel 1885 fu nominato professore presso l'Università di Nancy, e nel 1887 si trasferì all'Università di Rennes, dove divenne amico di Jean Jaurès. Durante l'affare Dreyfus Basch fu il leader dei dreyfusardi a Rennes. Sia come ebreo che come dreyfusardo, Basch fu sottoposto a persecuzione da parte degli antisemiti. In un'intervista del 1916, citato dal suo biografo e nipote, lo storico francese Françoise Basch, Victor Basch dichiarò: "Sono davvero un Ebreo. Io lotto e ho sofferto per la mia ebraicità". Tuttavia, il biografo Françoise Basch sottolinea come suo nonno si identificasse più con la storia della sua famiglia e con la sofferenza degli ebrei perseguitati, che con l'ebraismo in quanto religione. Come membro della "Lega contro l'imperialismo" creata a Bruxelles nel 1927 e come presidente della Lega dei diritti dell'uomo (dal 1926 al 1944), Basch fu uno degli artefici del Fronte Popolare.
Il 10 gennaio 1944, Victor Basch e sua moglie, Ilona Basch (nata Helene Furth), furono prelevati dalla loro casa a Lione e assassinati da Joseph Lecussan e Henri Gonnet della sezione antisemita della milice française del Governo di Vichy sotto gli ordini del capo regionale Paul Touvier.

## Opere
- (Essai critique sur) L'Esthétique de Kant, Parigi, 1896; il primo volume dell'opera in quattro volumi sulla storia dell'estetica
- (La) Poétique de Schiller
- La Vie Intellectuelle à l'Etranger
- Les Origines de l'Individualisme Moderne
- L'individualisme anarchiste. Max Stirner, 1904
- Titian, 1927
- Schumann, A Life of Suffering, 1931
- Essai d'esthétique de Kant, 1936